# Cycloneda munda
Cycloneda munda – gatunek chrząszcza z rodziny biedronkowatych.

## Taksonomia
Gatunek ten opisany został po raz pierwszy w 1835 roku przez Thomasa Saya pod nazwą Coccinella munda. Epitet gatunkowy oznacza po łacinie „czysta”. Do rodzaju Cycloneda przeniósł go w 1871 roku George Robert Crotch.

## Morfologia
Chrząszcz o zaokrąglonym w zarysie, wysklepionym ciele długości od 3,7 do 5,7 mm i szerokości od 3,1 do 4,2 mm. Przedplecze jest głównie czarne; białawe są jego brzegi boczne i przedni oraz para plamek po bokach niecałkowicie otoczonych czarną barwą, lecz połączonych z białawym obrzeżeniem; alternatywnie występuje para bocznych plamek czarnych, oderwanych od pozostałej części czarnej przedplecza. Pokrywy mają ubarwienie pomarańczowe z rozjaśnionymi brzegami i są całkowicie pozbawione kropek. Boczne krawędzie pokryw są lekko rozpłaszczone. Przedpiersie ma wąski wyrostek międzybiodrowy z dobrze wykształconą listewką środkową i uwstecznionymi żeberkami bocznymi. Odnóża środkowej i tylnej pary mają po dwie ostrogi na goleni. Pazurki stóp mają duże zęby nasadowe. Genitalia samca są symetrycznie zbudowane.

## Ekologia i występowanie
Owady dorosłe są aktywne wiosną i latem. Zarówno one jak i ich larwy polują na mszyce (afidofagia).
Gatunek nearktyczny. W Kanadzie znany jest z południowych części Manitoby, Ontario i Quebecu. W Stanach Zjednoczonych zamieszkuje Dakotę Północną, Dakotę Południową, Wyoming, Nebraskę, Kolorado, Kansas, Oklahomę, północny Teksas, Minnesotę, Iowę, Missouri, Arkansas, północną Luizjanę, Michigan, Wisconsin, Illinois, Indianę, Ohio, Kentucky, Tennessee, Missisipi, Alabamę, Maine, Vermont, New Hampshire, Massachusetts, Nowy Jork, Rhode Island, Connecticut, Pensylwanię, New Jersey, Delaware, Maryland, Wirginię, Wirginię Zachodnią, Karolinę Północną, Karolinę Południową i Georgię.